# SN 2002br
SN 2002br – supernowa typu Ia odkryta 9 marca 2002 roku w galaktyce M+03-27-61. W momencie odkrycia miała maksymalną jasność 17,10m.